# Agdistis bifurcatus
Agdistis bifurcatus is een vlinder uit de familie vedermotten (Pterophoridae). De wetenschappelijke naam is voor het eerst geldig gepubliceerd in 1952 door Agenjo.
De soort komt voor in Europa.